# Bitschwiller-lès-Thann
Bitschwiller-lès-Thann là một xã thuộc tỉnh Haut-Rhin trong vùng Grand Est, đông bắc Pháp.

## Dân số
| Năm    | 1624 | 1856 | 1883 | 1962 | 1968 | 1975 | 1982 | 1990 | 1999 | 2006 |
| ------ | ---- | ---- | ---- | ---- | ---- | ---- | ---- | ---- | ---- | ---- |
| Dân số | 100  | 3379 | 2110 | 2109 | 2169 | 2117 | 1922 | 2052 | 2123 | 2200 |